# إيرينغا
إيرينغا هي مدينة في تنزانيا يبلغ عدد سكانها 112,900 ([2004]). تقع على خط عرض 7.77 جنوبا وخط طول 35.69°. الاسم مشتق من كلمة بلغة الهيهي، وهي ليلينجا، وهي تعني الحصن.
إيرينغا هي العاصمة الإدارية لمنطقة إيرينغا. وقد أنشأت العديد من الصناعات، بما في ذلك الصناعات التحويلية والصناعات الغذائية. تأتي معظم احتياجاتها من الكهرباء من سد ميترا في مكان قريب من المدينة. لإيرينغا وسائل نقل البسيطة، مع خدمة الحافلات العادية والنقل بالشاحنات إلى دار السلام، مبيا، سونغيا، ودودوما.

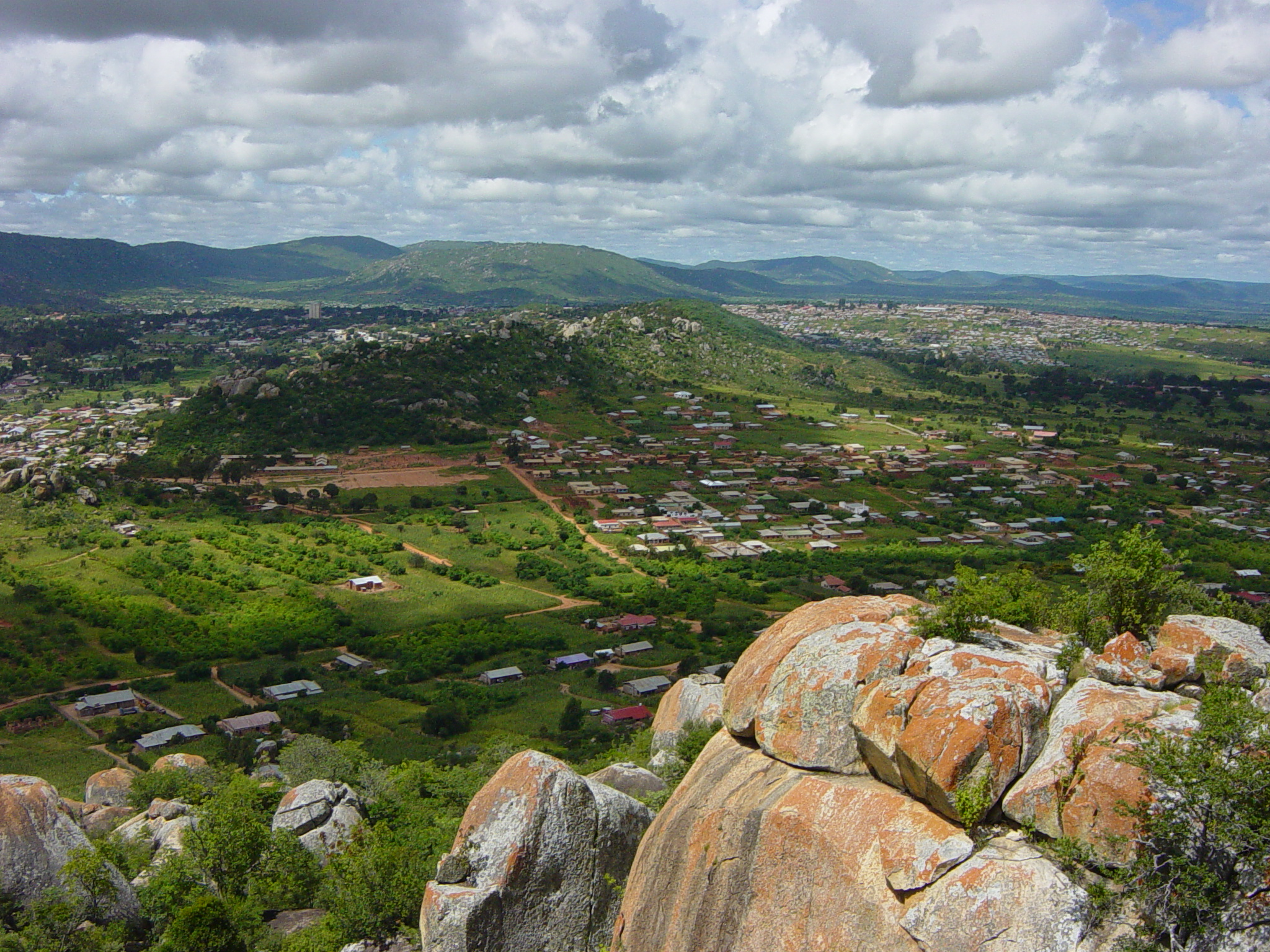
منظر لضواحي إرينجا

## التاريخ
بنيت إيرينغا خلال 1890s من قبل الجيش الألماني كقاعدة دفاعية لاستخدامها ضد قيادة انتفاضة هيهي مكاوا. وكانت تقع القلعة ومقر رئيس مكاوا في قرية قريبة من كالينغا. بلدة تمتد على طول التلال المطلة على نهر رواها إلى الجنوب، وينتشر على طول التلال والوديان في الشمال. ترتفع المدينة أكثر من 1550 متر (5000 قدما) فوق مستوى سطح البحر. ويمكن لأشهر يونيو ويوليو، وأغسطس / آب ان تصل درجات الحرارة إلى انخفاض قرب الصفر. الطريق السريع تانزام يمر عبر وادي بلدة أدناه، ومسافة الطريق من حدود إيرينغا في دار السلام هو 502 كيلومترا (312 ميلا)، عن طريق موروغورو. موقع أيسيميلا العصر الحجري، التي يبعد حوالي 20 كيلومترا (12 ميلا) إلى الجنوب الغربي من المدينة، ويحتوي على التحف الأثرية والأدوات الحجرية الخاصة، لسكان عاشوا منذ 70,000 سنة مضت.

## المناخ
يظهر الجدول التالي التغييرات المناخية على مدار السنة لإيرينغا:
| البيانات المناخية لـإيرينغا       | البيانات المناخية لـإيرينغا | البيانات المناخية لـإيرينغا | البيانات المناخية لـإيرينغا | البيانات المناخية لـإيرينغا | البيانات المناخية لـإيرينغا | البيانات المناخية لـإيرينغا | البيانات المناخية لـإيرينغا | البيانات المناخية لـإيرينغا | البيانات المناخية لـإيرينغا | البيانات المناخية لـإيرينغا | البيانات المناخية لـإيرينغا | البيانات المناخية لـإيرينغا | البيانات المناخية لـإيرينغا |
| الشهر                             | يناير                       | فبراير                      | مارس                        | أبريل                       | مايو                        | يونيو                       | يوليو                       | أغسطس                       | سبتمبر                      | أكتوبر                      | نوفمبر                      | ديسمبر                      | المعدل السنوي               |
| --------------------------------- | --------------------------- | --------------------------- | --------------------------- | --------------------------- | --------------------------- | --------------------------- | --------------------------- | --------------------------- | --------------------------- | --------------------------- | --------------------------- | --------------------------- | --------------------------- |
| متوسط درجة الحرارة الكبرى °م (°ف) | 25 (77)                     | 25 (77)                     | 25 (77)                     | 24 (76)                     | 24 (75)                     | 23 (73)                     | 23 (74)                     | 23 (74)                     | 25 (77)                     | 27 (81)                     | 28 (82)                     | 26 (79)                     | 25 (77)                     |
| متوسط درجة الحرارة الصغرى °م (°ف) | 15 (59)                     | 14 (58)                     | 14 (58)                     | 15 (59)                     | 14 (57)                     | 12 (53)                     | 12 (53)                     | 12 (53)                     | 12 (54)                     | 13 (56)                     | 14 (58)                     | 15 (59)                     | 13 (56)                     |
| الهطول مم (إنش)                   | 180 (6.9)                   | 130 (5)                     | 170 (6.8)                   | 89 (3.5)                    | 13 (0.5)                    | 2.5 (0.1)                   | 0 (0)                       | 0 (0)                       | 2.5 (0.1)                   | 5.1 (0.2)                   | 38 (1.5)                    | 120 (4.7)                   | 740 (29.2)                  |
| المصدر: Weatherbase               |                             |                             |                             |                             |                             |                             |                             |                             |                             |                             |                             |                             |                             |